# Abdirahman Saylici
Abdirahman Abdallahi Ismail Saylici (en somalí: Cabdiraxmaan Cabdilaahi Ismaaciil Saylici, nacido el 28 de octubre de 1956) es un político somalilandés quién ha sido Vicepresidente de Somalilandia, después de ganar la elección de 2010 junto con Ahmed Mohamed Mohamoud Silanyo. Continúa como Vicepresidente en el gabinete de Musa Bihi Abdi. Ambos son miembros del Partido Paz, Unidad y Desarrollo Kulmiye.